# Giro d'Italia de 1980
Giro d'Italia 1980 foi a sexagésima terceira edição da prova ciclística Giro d'Italia (Corsa Rosa), realizada entre os dias 15 de maio e 8 de junho de 1980.
A competição foi realizada em 22 etapas com um total de 4.025 km.
O vencedor foi o ciclista francês Bernard Hinault. Largaram 130 ciclistas, e o vencedor conclui a prova com a velocidade média de 35,897 km/h.

## Equipes
| Equipes profissionais de ciclismo (13)- Gis Gelati - Bianchi-Piaggio - Cilo-Aufina - Famcucine-Campagnolo - Hoonved-Bottecchia - Inoxpran - Kondor-Campagnolo - Magniflex-Olmo - San Giacomo-Benotto - Renault-Gitane - Sanson-Campagnolo - Zor-Vereco-Campagnolo - Boule d'Or-Sunair-Colnago |
| |

## Classificação geral
| \| Classificação geral \| Classificação geral \| Classificação geral \| Classificação geral \| Classificação geral \| \| Ciclista \| Ciclista \| Equipe \| Tempo \| \| \| ------------------- \| ------------------------ \| -------------------------- \| ------------------- \| ------------------- \| \| 1. \| Bernard Hinault \| Renault-Gitane \| 112h08m20s \| \| \| 2. \| Wladimiro Panizza \| Gis Gelati \| + 5m43s \| \| \| 3. \| Giovanni Battaglin \| Inoxpran \| + 6m03s \| \| \| 4. \| Tommy Prim \| Bianchi-Piaggio \| + 7m53s \| \| \| 5. \| Gianbattista Baronchelli \| Bianchi-Piaggio \| + 11m49s \| \| \| 6. \| Mario Beccia \| Hoonved-Bottecchia \| + 12m47s \| \| \| 7. \| Giuseppe Saronni \| Gis Gelati \| + 12m53s \| \| \| 8. \| Josef Fuchs \| Gis Gelati \| + 20m25s \| \| \| 9. \| Roberto Visentini \| Mobili San Giacomo-Benotto \| + 20m37s \| \| \| 10. \| Leonardo Natale \| Magniflex-Olmo \| + 21m30s \| \| |                          |                            |            |
| |                          |                            |            |
| |                          |                            |            |
| Classificação geral |                          |                            |            |
| Ciclista | Ciclista                 | Equipe                     | Tempo      |
| 1. | Bernard Hinault          | Renault-Gitane             | 112h08m20s |
| 2. | Wladimiro Panizza        | Gis Gelati                 | + 5m43s    |
| 3. | Giovanni Battaglin       | Inoxpran                   | + 6m03s    |
| 4. | Tommy Prim               | Bianchi-Piaggio            | + 7m53s    |
| 5. | Gianbattista Baronchelli | Bianchi-Piaggio            | + 11m49s   |
| 6. | Mario Beccia             | Hoonved-Bottecchia         | + 12m47s   |
| 7. | Giuseppe Saronni         | Gis Gelati                 | + 12m53s   |
| 8. | Josef Fuchs              | Gis Gelati                 | + 20m25s   |
| 9. | Roberto Visentini        | Mobili San Giacomo-Benotto | + 20m37s   |
| 10. | Leonardo Natale          | Magniflex-Olmo             | + 21m30s   |